# لي تينجي
لي تينجي هي لاعبة شطرنج صينية وحاصلة على لقب أستاذ كبير، ولدت في 13 مارس 1997.

## روابط خارجية
- لي تينجي على موقع الاتحاد الدولي للشطرنج (الإنجليزية)
- لي تينجي على موقع مباريات الشطرنج (الإنجليزية)
- لي تينجي على موقع 365Chess.com (الإنجليزية)
- لي تينجي على موقع Chesstempo.com (الإنجليزية)